# Bogd, Övörkhangai
Bogd (tiếng Mông Cổ: Богд) là một sum của tỉnh Övörkhangai tại miền nam Mông Cổ. Vào năm 2008, dân số của sum là 5.342 người.

## Địa lý
Bogd là sum cực nam và có diện tích lớn nhất trong số 19 sum của tỉnh trực thuộc. Trung tâm sum nằm cách tỉnh lị Arvaikheer 197 km về phía nam và cách thủ đô Ulaanbaatar 646 km. Địa hình chủ yếu là núi và thảo nguyên. Tại đây cũng có nhiều hồ và suối.
Động vật có linh dương, linh miêu, cáo và cáo corsac.

### Núi non
Có những ngọn núi nằm liền kề thảo nguyên và sa mạc. Từ phía tây bắc đến phía đông nam của sum bị chi phối bởi nửa phía đông của dãy núi Baga-Bogdyn-Nuruu, điểm cao nhất của nó là 3419 m nằm ở ranh giới phía tây của sum; dãy núi Arts-Bogdyn-Nuruu (độ cao tối đa 2477 m) hoàn toàn nằm ở phần trung tâm và phía đông nam của khu vực.

### Khí hậu
Khu vực này có khí hậu bán khô hạn. Nhiệt độ trung bình hàng năm trong khu vực là 9 °C. Tháng ấm nhất là tháng 7, khi nhiệt độ trung bình là 29 °C và lạnh nhất là tháng 1, với -13 °C. Lượng mưa trung bình hàng năm là 194 mm. Tháng mưa nhiều nhất là tháng 7, với lượng mưa trung bình 47 mm và khô nhất là tháng 12, với lượng mưa 3 mm.

## Dân số
Dưới đây là dân số của Bogd qua các năm:
| Loại cư dân  | 2007  | 2008  | 2009  | 2010  | 2011  |
| ------------ | ----- | ----- | ----- | ----- | ----- |
| Tổng dân số  | 5.193 | 5.342 | 5.413 | 5.363 | 5.346 |
| Hộ gia đình  | 1.327 | 1.355 | 1.407 | 1.407 | 1.407 |
| Hộ chăn nuôi | 1.119 | 1.058 | 1.088 | 1.047 | 1.031 |

## Kinh tế
Dưới đây là số đầu gia súc tại Bogd qua các năm:
| Loài vật | 2007    | 2008    | 2009    | 2010    | 2011    |
| -------- | ------- | ------- | ------- | ------- | ------- |
| Lạc đà   | 3.804   | 4.080   | 4.618   | 5.070   | 5.473   |
| Ngựa     | 6.286   | 7.083   | 7.881   | 6.234   | 7.197   |
| Bò nhà   | 1.720   | 1.883   | 2.155   | 1.785   | 1.986   |
| Cừu      | 49.669  | 53.672  | 61.921  | 40.521  | 47.002  |
| Dê       | 156.593 | 178.601 | 205.420 | 125.048 | 156.817 |

Có các mỏ than trên địa bàn. Dịch vụ bao gồm một trường học, một bệnh viện và một trung tâm văn hóa.